# Oxypetalum boudetii
Oxypetalum boudetii là một loài thực vật có hoa trong họ La bố ma. Loài này được Fontella & Goes mô tả khoa học đầu tiên năm 2004.